# Pedro Gonzáles
Pedro Gonzáles (Sancti Spíritus, Sancti Spíritus, Cuba, 25 de octubre de 1961) es un entrenador de fútbol cubano. Actualmente está dirigiendo el FC Sancti Spíritus del Campeonato Nacional de Fútbol de Cuba .

## Trayectoria
Su primer club como técnico fue la filial FC Sancti Spíritus en el campeonato provincial de primera categoría en la provincia de Sancti Spíritus . Por el buen desempeño mostrado en la dirección de esta filial le fue encomendada la dirección del FC Sancti Spíritus del Campeonato Nacional de Fútbol de Cuba. En la temporada 2008-2009 casi lo logra clasificar para la postemporada.

## Clubes
| Club                            | País | Año       |
| ------------------------------- | ---- | --------- |
| FC Sancti Spíritus (municipal). | Cuba | 1998-2004 |
| FC Sancti Spíritus              | Cuba | 2004-     |

- Datos: Q6068952